# كورتيس ستابلز
كورتيس ستابلز (بالإنجليزية: Curtis Staples)‏ مواليد 14 يوليو 1976 في روانوك، هو لاعب كرة سلة أمريكي معتزل أصبح مدرباً. يبلغ طوله 6 قدم 3 بوصة (1.9 م). حقق المركز الأول في الألعاب الجامعية الصيفية 1997.

## الميداليات
| الميدالية | المسابقة                      |
| --------- | ----------------------------- |
| ذهبية     | الألعاب الجامعية الصيفية 1997 |

## روابط خارجية
- كورتيس ستابلز على موقع كرة السلة الأوروبية.كوم (الإنجليزية)
- كورتيس ستابلز على موقع كلية كرة السلة في سبورتس رفرنس.كوم (الإنجليزية)
- كورتيس ستابلز على موقع ريلجم (الإنجليزية)
- كورتيس ستابلز على موقع بروبوليرز (الإنجليزية)
- كورتيس ستابلز على موقع سبورتس رفرنس (الإنجليزية)